# Flustrapora magellanica
Flustrapora magellanica is een mosdiertjessoort uit de familie van de Microporidae. De wetenschappelijke naam van de soort is voor het eerst geldig gepubliceerd in 1970 door Moyano.